# Браткув (Нижньосілезьке воєводство)
Браткув (пол. Bratków, нім. Blumberg) — село в Польщі, у гміні Боґатиня Зґожелецького повіту Нижньосілезького воєводства.
Населення — 227 осіб (2011).
У 1975-1998 роках село належало до Єленьоґурського воєводства.

## Демографія
Демографічна структура станом на 31 березня 2011 року:
|          | Загалом | Допрацездатний вік | Працездатний вік | Постпрацездатний вік |
| -------- | ------- | ------------------ | ---------------- | -------------------- |
| Чоловіки | 113     | 17                 | 94               | 2                    |
| Жінки    | 114     | 17                 | 67               | 30                   |
| Разом    | 227     | 34                 | 161              | 32                   |

## Галерея

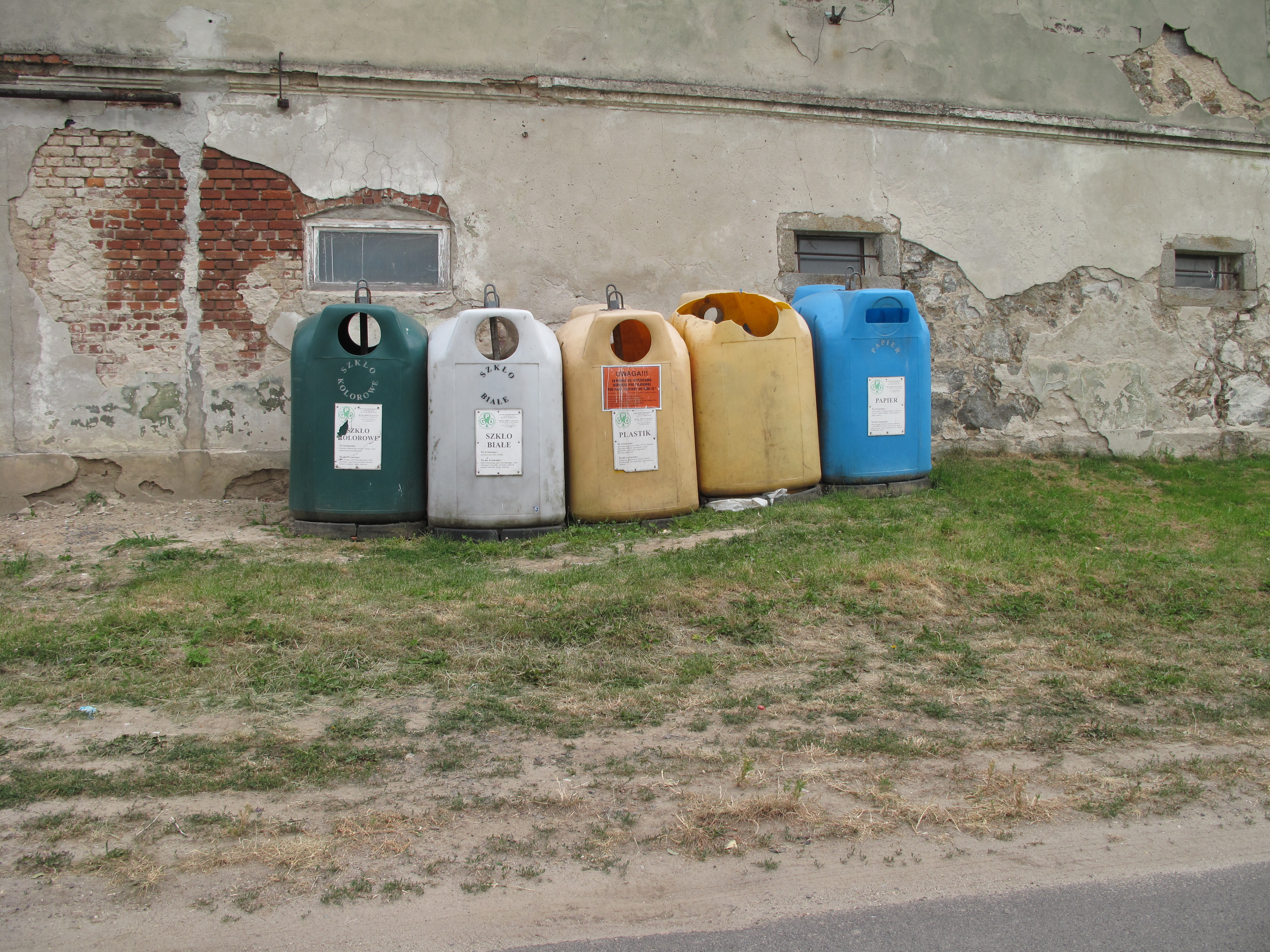
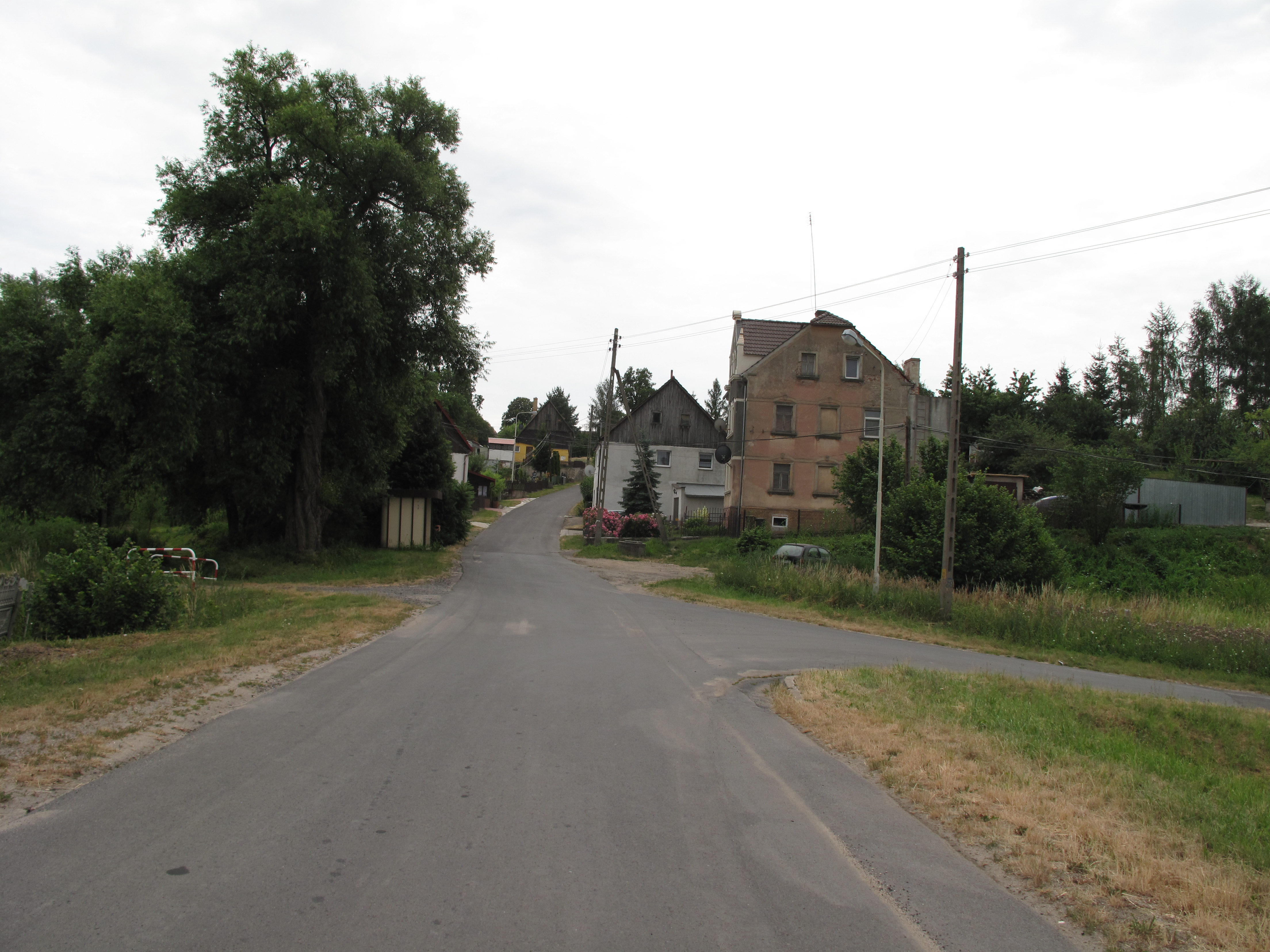
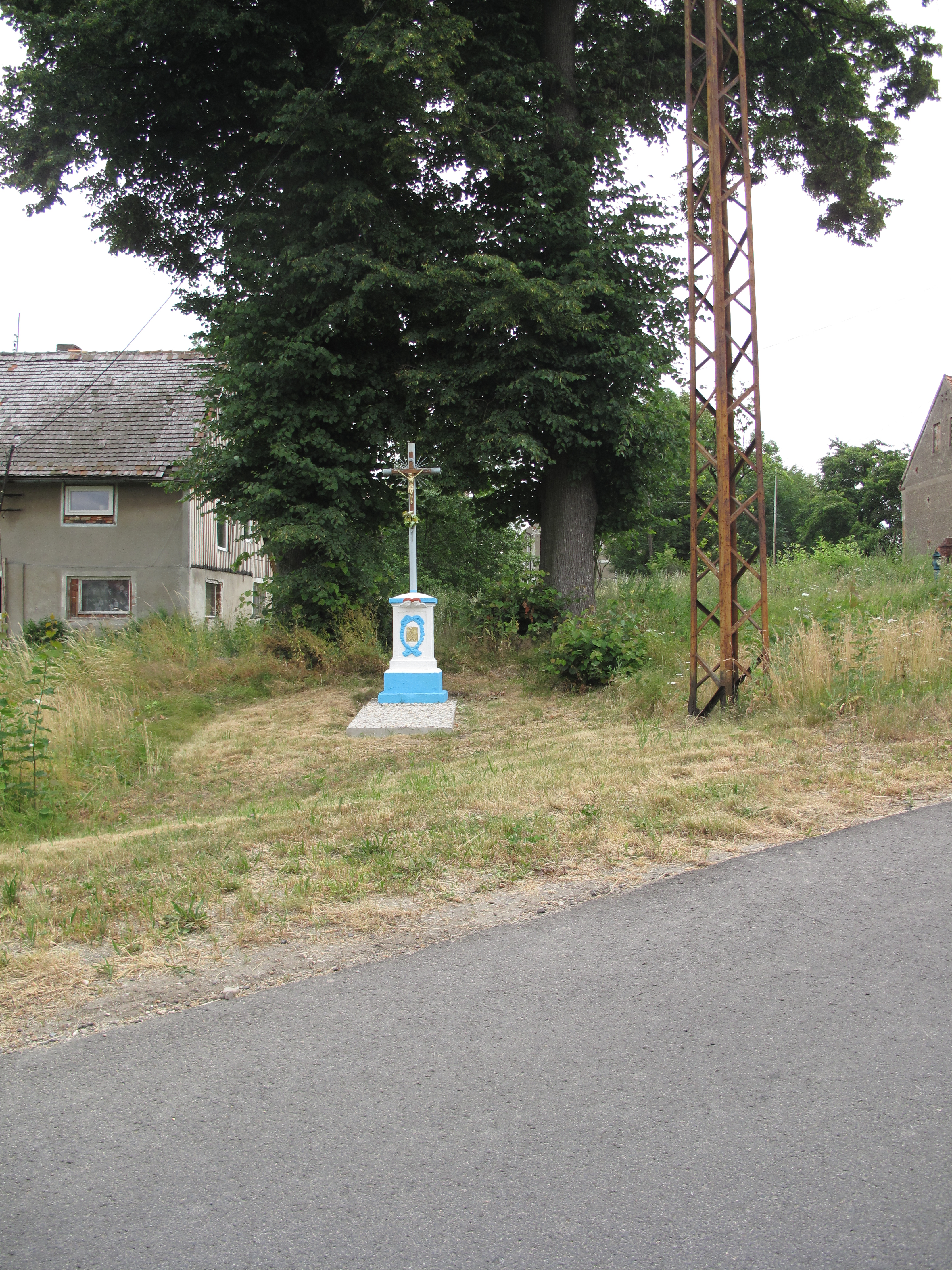